# Declaración sobre la Creación de la Unión Soviética
La Declaración sobre la Creación de la Unión Soviética es un documento histórico que, junto con el Tratado de Creación de la Unión Soviética, constituyó la base constitucional para la creación de la Unión de Repúblicas Socialistas Soviéticas como Estado multinacional.
La Declaración establecía las razones que requerían la formación de una unión entre todas las repúblicas soviéticas existentes en un estado socialista unido y expresaba voluntad de emprender una "revolución permanente", exportando la Revolución Socialista a otros estados, principalmente a Occidente, como lo demuestra la reciente guerra polaco-soviética. La Declaración también subrayó que la creación de la Unión de Repúblicas Socialistas Soviéticas era una unión voluntaria de pueblos con iguales derechos, por lo que cada república soviética conservaba el derecho de separarse libremente de la Unión, una disposición que se utilizaba como base legal para la independencia de varias repúblicas y la posterior disolución de esta en 1991.
El proyecto de declaración fue aprobado el 29 de diciembre de 1922 por una conferencia de delegaciones plenipotenciarias de la RSFS rusa, la RSS de Ucrania, la RSS de Bielorrusia y la RSFS Transcaucásica. 
El 30 de diciembre de 1922, la declaración junto con el Tratado sobre el Establecimiento de la Unión Soviética fue adoptada por el Primer Congreso de los Soviets de la Unión Soviética. Fue incluida como preámbulo en la Constitución de la Unión Soviética de 1924.